# プティコペタルム属
プティコペタルム属（プティコペタルムぞく、学名: Ptychopetalum）は、オラクス科の属の一つ。 

## 概要
アマゾン熱帯雨林に自生するオラクス科の種子植物の属で、2種からなる。この植物は先住民からは「マラプアマ」「ムイラプアマ」「mirantã」と呼ばれており、大雑把に略すと「精のつく木」という意味である。高さは約14フィート（約4.3メートル）まで成長する中木である。葉柄は短く、葉の長さは3インチ（7.6センチメートル）・幅は2インチ（5.1センチメートル）に及び、上面は明るい緑色、下面は暗い茶色の葉である。花序は短い腋生の総状花序で、それぞれ4～6個の花をつける。根は強靭な繊維質で、内部は薄茶色で薄い樹皮と広い木部があり、かすかな臭気があり、味はわずかに塩味で、アクがある。

## 種
- Ptychopetalum olacoides
- Ptychopetalum uncinatum

## 用途
Ptychopetalum olacoidesは目の隈を治療するための研究が行われている。
南米のネグロ川流域の先住民は、根や樹皮を様々な病気に使用しているが、ムイラプアマ製剤の有効性は証明されていない。